# Романова, Тамара Юрьевна
Тама́ра Ю́рьевна Рома́нова (р. 1975, Обнинск, Калужская область, РСФСР, СССР) — российский художник.

## Образование
- Детская художественная школа города Обнинска (окончила в 1990, с отличием)[1][2]
- Средняя школа № 9 города Обнинска (1982—1992)
- Художественно-графический факультет Московского государственного открытого педагогического университета имени М. А. Шолохова (1993—1998)[1]
- Факультет графики Санкт-Петербургского государственного академического института живописи, скульптуры и архитектуры имени И. Е. Репина (2000—2007)[1]

## Биография
Родилась и выросла в Обнинске Калужской области. Спустя год после окончания обнинской школы № 9 поступила на художественно-графический факультет МГОПУ, где училась у А. Д. Алёхина, Н. Р. Геворгян, А. Е. Добрынина. В 2000 году поступила на факультет графики Санкт-Петербургского государственного академического института живописи, скульптуры и архитектуры имени И. Е. Репина, который окончила в 2007 году; училась у В. Г. Старова, А. А. Пахомова, Ю. В. Башкирцева, А. С. Андреева. Своим главным учителем считает В. Г. Траугота.
Занимается станковой живописью и книжной графикой. Работает в технике литографии, акварели, масляной и темперной живописи.
С 1996 года участвовала в обнинских городских и калужских областных выставках. С 2003 года начала участвовать в санкт-петербургских и всероссийских выставках.
Живёт в Санкт-Петербурге.

## Участие в творческих организациях
- Член Союза художников России (2009)[1]

## Выставки

### Персональные выставки
- 2010 — «Книжная графика Тамары Романовой», Санкт-Петербург[3].
- 2009 — «Русский Север», Калуга[4].
- 2007 — Выставка графики, Обнинск, Музей истории города Обнинска[5].
- 2004 — Санкт-Петербург, галерея «Форум»[6].

### Групповые выставки
- 2009 — XI Всероссийская художественная выставка «Россия», Москва, Центральный дом художника[7].
- 2008 — IV Международная биеннале графики, Санкт-Петербург[1].
- 2006 — III Международная биеннале графики, Санкт-Петербург[1].
- 2005 — Ежегодная выставка новых произведений петербургских художников «Петербург-2004», Санкт-Петербург[8].
- 2004 — II Международная биеннале графики, Санкт-Петербург[1].

## Местонахождение произведений
- Частные собрания США, Великобритании, Италии, Франции, Китая, России[1][4].